# Hopfenmühle (Stadelhofen)
Hopfenmühle ist ein Gemeindeteil der Gemeinde Stadelhofen im oberfränkischen Landkreis Bamberg in Bayern.

## Geografie
Die Nordosten der Heiligenstädter Flächenalb gelegene Einöde befindet sich etwa dreieinhalb Kilometer südsüdwestlich von Stadelhofen auf 430 m ü. NHN.

## Geschichte
Bis zum Beginn des 19. Jahrhunderts unterstand die Hopfenmühle der Landeshoheit des Hochstifts Bamberg. Die Dorf- und Gemeindeherrschaft übte dessen Amt Scheßlitz als Vogteiamt aus. Die Hochgerichtsbarkeit stand ebenfalls diesem Amt als Centamt zu. Grundherren des Ortes waren die in Thurnau ansässigen Grafen von Giech. Diese übten die Vogtei über das einzige Anwesen des Ortes aus, zudem war ihnen das Recht der Limitierten Cent zugestanden worden. Als das Hochstift Bamberg infolge des Reichsdeputationshauptschlusses 1802/03 säkularisiert und unter Bruch der Reichsverfassung vom Kurfürstentum Pfalz-Baiern annektiert wurde, wurde damit die Hopfenmühle ein Teil der bei der „napoleonischen Flurbereinigung“ in Besitz genommenen neubayerischen Gebiete.
Durch die Verwaltungsreformen zu Beginn des 19. Jahrhunderts im Königreich Bayern wurde die Hopfenmühle mit dem Zweiten Gemeindeedikt 1818 ein Teil der Landgemeinde Steinfeld. Im Zuge der Gebietsreform in Bayern wurde die Hopfenmühle zusammen mit Steinfeld am 1. Mai 1978 in die Gemeinde Stadelhofen eingegliedert.

## Verkehr
Die Anbindung an das öffentliche Straßennetz wird durch die  Bundesstraße 22 hergestellt, die aus dem Westnordwesten von Steinfeld her kommend, an der Einöde vorbeiverläuft und danach in südöstlicher Richtung nach Treunitz führt.